# Fjodor Dmitrijewitsch Gachow
Fjodor Dmitrijewitsch Gachow (russisch Фёдор Дмитриевич Гахов; * 19. Februar 1906 in Batalpaschinskaja; † 30. März 1980 in Minsk) war ein sowjetischer Mathematiker.
1930 beendete er sein Studium an der Universität Kasan und wurde dort 1937 mit einer Schrift über lineare Randwertprobleme promoviert. Seit 1961 war Gachow Professor an der Belarussischen Staatsuniversität in Minsk. Er war Mitglied der Nationalen Akademie der Wissenschaften von Belarus. Er war Träger des Ordens des Roten Banners der Arbeit.
Seine wichtigsten Arbeiten beziehen sich auf Riemannsche Randwertprobleme, singuläre Integralprobleme und die Theorie der Funktionen einer komplexen Variablen.